# نائومی فوجی‌یاما
نائومی فوجی‌یاما (انگلیسی: Naomi Fujiyama؛ زادهٔ ۲۸ دسامبر ۱۹۵۸) یک هنرپیشه اهل ژاپن است که برای بازی در فیلم صورت (۲۰۰۰) جایزه بهترین هنرپیشه زن را در جشنواره فیلم یوکوهاما و جایزه فیلم هوچی گرفت.